# Старопольські міри довжини
Старопольські міри довжини - система мір довжини, поширена в Речі Посполитій  з 1764 у порівнянні з мірами сусідніх держав і регіонів Польщі.

## Міри довжини по країнах і регіонах того часу
| Назва           | Одиниця | Старопольська (з 1764) | Новопольська (1818-1848) | Галицька (1787—1857) | Пруська (1817—1872) | Російська (1848-1915) |
| --------------- | ------- | ---------------------- | ------------------------ | -------------------- | ------------------- | --------------------- |
| Лінія           | см      |                        | 0,2                      |                      | 0,217               |                       |
| Зерно           | см      | 0,31 (1,5 лінії)       |                          |                      |                     |                       |
| Палець          | см      | 2,48 (8 зерен)         | 2,4 (12 ліній)           | 2,64 (12 ліній)      | 2,61 (12 ліній)     | 2,54 (10 ліній)       |
| Вершок          | см      |                        |                          |                      |                     | 4,44                  |
| Долоня (персть) | см      | 7,45 (3 пальця)        |                          |                      |                     |                       |
| Чверть          | см      | 14,9 (1/4 ліктя)       | 14,4 (1/2 стопи)         |                      |                     |                       |
| Стопа ( фут )   | см      | 29,8                   | 28,8                     | 29,8                 | 31,39               | 30,48                 |
| Лікоть          | см      | 59,6                   | 57,6                     | 59,55                | 66,7                | 71,1 (аршин)          |
| Сажень          | см      | 178,7 (3 ліктя)        | 172,8 (3 ліктя)          | 189,7 (6 стоп)       | 209,2 (3 ліктя)     | 213,4 (3 ліктя)       |
| Крок            | м       | 2,233 (1/2 прута)      |                          |                      |                     |                       |
| Прут            | м       | 4,467 (2,5 сажнів)     | 4,32 (2,5 сажнів)        |                      | 3,766 (12 стоп)     |                       |
| Палиця (палка)  | м       | 8,934 (2 прута)        |                          |                      |                     |                       |
| Шнур            | м       | 43,2 (10 прутів)       | 44,665 (10 прутів)       |                      |                     | 49,7 (23 сажні)       |
| Верста          | м       |                        | 1066,8                   |                      |                     | 1066,8 (500 сажнів)   |